# Vestido de etiqueta por Eduardo Magallanes
Vestido de etiqueta por Eduardo Magallanes es el trigesimosexto álbum de estudio del cantante mexicano Juan Gabriel. Fue lanzado 16 días antes de su muerte, dejando la promoción cancelada, aunque se lanzó un sencillo inédito llamado "No tengas miedo" que se mandó a las radios en septiembre del mismo año. 

## Lista de canciones
Todas las canciones escritas y compuestas por Juan Gabriel. 
| Disco 1 |                                |          |  |
| N.º     | Título                         | Duración |  |
| 1.      | «Solo se que fue un marzo»     | 4:08     |  |
| 2.      | «Tu me dijiste adiós»          | 3:32     |  |
| 3.      | «Te lo pido por favor»         | 3:36     |  |
| 4.      | «Cuando seas mi mujer»         | 4:19     |  |
| 5.      | «Siempre estoy pensando en ti» | 3:32     |  |
| 6.      | «Ya no insistas corazón»       | 3:12     |  |
| 7.      | «Otra vez me enamoré»          | 3:42     |  |
| 8.      | «Ya lo sé que tú te vas»       | 4:39     |  |
| 9.      | «Yo me voy»                    | 3:10     |  |
| 10.     | «Vives en mí»                  | 4:01     |  |
| 11.     | «Hasta que te conocí»          | 8:19     |  |
| 12.     | «El día de los novios»         | 3:24     |  |
| 13.     | «Lily»                         | 5:40     |  |
| 14.     | «¿Por qué fue que te amé?»     | 4:28     |  |
| 15.     | «No me arrepiento de nada»     | 4:35     |  |
| 16.     | «La muerte del palomo»         | 4:42     |  |
| 17.     | «La luna»                      | 4:33     |  |

| Disco 2 |                                            |          |  |
| N.º     | Título                                     | Duración |  |
| 1.      | «Mis ojos tristes»                         | 4:08     |  |
| 2.      | «Si quieres»                               | 6:36     |  |
| 3.      | «Es mejor perdonar»                        | 4:31     |  |
| 4.      | «No tengas miedo»                          | 4:18     |  |
| 5.      | «Mañana te acordarás»                      | 4:57     |  |
| 6.      | «Por ser como eres/Llevando el ritmo»      | 7:53     |  |
| 7.      | «Imaginación»                              | 4:48     |  |
| 8.      | «Dímelo»                                   | 5:25     |  |
| 9.      | «Amor del alma»                            | 5:19     |  |
| 10.     | «Me despertó la realidad»                  | 3:02     |  |
| 11.     | «No es bueno que te vayas»                 | 3:09     |  |
| 12.     | «Se me olvidó otra vez» (con Olivia Gorra) | 4:29     |  |
| 13.     | «Una oración» (con La India)               | 4:14     |  |
| 14.     | «Tres claveles y un rosal»                 | 3:45     |  |
| 15.     | «Yo no digo que te amo»                    | 3:44     |  |
| 16.     | «Voy a comprobarte»                        | 3:38     |  |
| 17.     | «No quiero»                                | 3:31     |  |